# 4141 Nintanlena
4141 Nintanlena è un asteroide della fascia principale del diametro medio di circa 14,93 km. Scoperto nel 1978, presenta un'orbita caratterizzata da un semiasse maggiore pari a 2,5668547 UA e da un'eccentricità di 0,0123258, inclinata di 8,96603° rispetto all'eclittica.